# Carisbamate
Carisbamate (YKP 509, tên thương mại được đề xuất Comfyde) là một loại thuốc chống co giật thử nghiệm được phát triển bởi Nghiên cứu và Phát triển Dược phẩm Johnson &amp; Johnson nhưng chưa bao giờ được bán trên thị trường.

## Nghiên cứu lâm sàng
Một thử nghiệm lâm sàng giai đoạn II trong điều trị động kinh một phần đã chứng minh rằng hợp chất này có hiệu quả trong điều trị động kinh một phần và hồ sơ an toàn tốt. Kể từ cuối năm 2006, hợp chất này đã trải qua một thử nghiệm lâm sàng giai đoạn III đa trung tâm lớn để điều trị các cơn động kinh một phần. Cơ chế hoạt động của nó là chưa rõ.
Một thử nghiệm mù đôi, kiểm soát giả dược đối với carvdamate ở 323 bệnh nhân mắc chứng đau nửa đầu đã xác định rằng carbolamate được dung nạp tốt ở liều tới 600 mg/ngày, nhưng không thể chứng minh rằng thuốc đủ hiệu quả hơn giả dược trong điều trị dự phòng đau nửa đầu.

## Lịch sử
Năm 1998, hợp chất được cấp phép từ SK Corp (hiện là Bộ phận Kinh doanh Khoa học Đời sống của SK Holdings), một công ty Hàn Quốc. Vào ngày 24 tháng 10 năm 2008, Johnson & Johnson đã thông báo rằng họ đã nộp Đơn đăng ký thuốc mới cho Cơ quan quản lý thực phẩm và dược phẩm Hoa Kỳ (FDA) cho carvdamate. Johnson & Johnson đã được FDA chấp thuận tạm thời để đưa ra thị trường caravamate dưới tên thương hiệu Comfyde. Tuy nhiên, vào ngày 21 tháng 8 năm 2009, Johnson & Johnson báo cáo rằng FDA đã không chấp thuận tiếp thị.